# Associazione Calcio Udinese 1950-1951
Questa voce raccoglie le informazioni riguardanti l'Associazione Calcio Udinese nelle competizioni ufficiali della stagione 1950-1951.

## Rosa
| N. |                   | Ruolo | Calciatore           |
| -- | ----------------- | ----- | -------------------- |
|    | Italia (bandiera) | C     | Italo Acconcia       |
|    | Italia (bandiera) | P     | Elio Angelini        |
|    | Italia (bandiera) | C     | Marino Bergamasco    |
|    | Italia (bandiera) | P     | Marco Brandolin      |
|    | Italia (bandiera) | A     | Silvano Dalle Vacche |
|    | Italia (bandiera) | C     | Stelio Darin         |
|    | Italia (bandiera) | D     | Giuseppe Farina      |
|    | Italia (bandiera) | D     | Severino Feruglio    |
|    | Italia (bandiera) | C     | Giancarlo Forlani    |
|    | Italia (bandiera) | C     | Franco Marchi        |

| N. |                      | Ruolo | Calciatore            |
| -- | -------------------- | ----- | --------------------- |
|    | Italia (bandiera)    | A     | Pietro Mazzoleni      |
|    | Italia (bandiera)    | C     | Ottorino Paulinich    |
|    | Italia (bandiera)    | C     | Giovanni Perissinotto |
|    | Italia (bandiera)    | C     | Giuseppe Rinaldi      |
|    | Italia (bandiera)    | C     | Emo Roffi             |
|    | Italia (bandiera)    | C     | Cirano Snidero        |
|    | Danimarca (bandiera) | C     | Erling Sørensen       |
|    | Italia (bandiera)    | C     | Gianni Toppan         |
|    | Italia (bandiera)    | D     | Oscar Vicich          |
|    | Italia (bandiera)    | D     | Luigi Zorzi           |

## Risultati

### Serie A

#### Girone di andata
| Arbitro: | Cartei (Firenze) |

|                                                                         |           |                              |
| Liedholm 5’ Annovazzi 10’ Santagostino 29’, 42’ Renosto 66’ Nordahl 74’ | Marcatori | 18’ Perissinotto 60’ Rinaldi |

| Arbitro: | Valsecchi (Milano) |

|             |           |  |
| Rinaldi 79’ | Marcatori |  |

| Arbitro: | Canavesio (Torino) |

|             |           |  |
| Vicovaro 1’ | Marcatori |  |

| Arbitro: | Camiolo (Milano) |

|                      |           |              |
| Darin 5’ Rinaldi 11’ | Marcatori | 60’ Alberico |

| Arbitro: | Corallo (Lecce) |

|                                     |           |                              |
| Cecconi 14’ Flamini 39’ Höfling 51’ | Marcatori | 12’ Rinaldi 45’ Perissinotto |

| Arbitro: | Orlandini (Roma) |

|                            |           |             |
| Perissinotto 15’ Roffi 47’ | Marcatori | 24’ Mariani |

| Trieste 22 ottobre 1950 7ª giornata | Triestina      | 0 – 0 | Udinese | Stadio Giuseppe Grezar\| Arbitro: \| Dattilo (Roma) \| |
| Arbitro:                            | Dattilo (Roma) |       |         |                                                        |

| Arbitro: | Massai (Pisa) |

|                |           |                              |
| E.Sørensen 33’ | Marcatori | 17’ Miglioli 72’, 79’ Wilkes |

| Arbitro: | Carpani (Milano) |

|             |           |             |
| Celio I 69’ | Marcatori | 86’ Rinaldi |

| Arbitro: | Dattilo (Roma) |

|                                 |           |                |
| E.Sørensen 11’ Perissinotto 25’ | Marcatori | 45’ Cervellati |

| Arbitro: | Gamba (Napoli) |

|  |           |             |
|  | Marcatori | 56’ Rinaldi |

| Arbitro: | Galeati (Bologna) |

|                |           |             |
| E.Sørensen 70’ | Marcatori | 37’ Lipizer |

| Arbitro: | Massai (Pisa) |

|                                   |           |                                                      |
| Santos 46’ (rig.) Frizzi 71’, 81’ | Marcatori | 34’ Perissinotto 55’ (rig.) Forlani 84’ (aut.) Grava |

| Arbitro: | Righi (Milano) |

|                                 |           |  |
| E.Sørensen 22’ Rinaldi 75’, 86’ | Marcatori |  |

| Arbitro: | Dattilo (Roma) |

|  |           |                                         |
|  | Marcatori | 1’ K.A.Hansen 8’ Boniperti 19’ J.Hansen |

| Arbitro: | Carpani (Milano) |

|                                                   |           |           |
| Spartano 5’ Lucchesi 9’ Bacci 83’ S.Andersson 85’ | Marcatori | 15’ Darin |

| Arbitro: | Cartei (Firenze) |

|                           |           |                  |
| Turbéky 25’ Guarnieri 53’ | Marcatori | 30’ Perissinotto |

| Arbitro: | Camiolo (Milano) |

|  |           |             |
|  | Marcatori | 40’ Krieziu |

| Arbitro: | Bertolio (Torino) |

|              |           |             |
| Sperotto 63’ | Marcatori | 67’ Forlani |

#### Ritorno
| Udine 21 gennaio 1951 20ª giornata | Udinese       | 0 – 0 referto | Milan | Stadio Moretti (circa 15.000 spett.)\| Arbitro: \| Massai (Pisa) \| |
| Arbitro:                           | Massai (Pisa) |               |       |                                                                     |

| Arbitro: | Liverani (Torino) |

|              |           |             |
| Mellberg 50’ | Marcatori | 16’ Forlani |

| Udine 4 febbraio 1951 22ª giornata | Udinese            | 0 – 0 | Palermo | Stadio Moretti\| Arbitro: \| Marchetti (Milano) \| |
| Arbitro:                           | Marchetti (Milano) |       |         |                                                    |

| Arbitro: | Marchetti (Milano) |

|                     |           |  |
| Baira 62’ Piola 78’ | Marcatori |  |

| Arbitro: | Valsecchi (Milano) |

|                          |           |                                   |
| Forlani 53’ Acconcia 73’ | Marcatori | 6’ Höfling 8’ Magrini 25’ Cecconi |

| Bergamo 25 febbraio 1951 25ª giornata | Atalanta      | 0 – 0 | Udinese | Stadio Comunale\| Arbitro: \| Gemini (Roma) \| |
| Arbitro:                              | Gemini (Roma) |       |         |                                                |

| Arbitro: | Bernardi (Bologna) |

|               |           |              |
| Paulinich 75’ | Marcatori | 69’ Petrozzi |

| Arbitro: | Cartei (Firenze) |

|                                                                |           |               |
| Nyers 25’, 38’, 74’ (rig.) Wilkes 31’ Rossetti 50’ Lorenzi 82’ | Marcatori | 61’ Paulinich |

| Arbitro: | Marchetti (Milano) |

|                          |           |  |
| E.Sørensen 31’ Roffi 72’ | Marcatori |  |

| Arbitro: | Liverani (Torino) |

|                                                   |           |                         |
| J.García 4’ Cappello 14’, 28’ Cervellati 76’, 79’ | Marcatori | 73’ Paulinich 85’ Darin |

| Arbitro: | Camiolo (Milano) |

|                          |           |          |
| Darin 35’ Bergamasco 86’ | Marcatori | 16’ Mike |

| Arbitro: | Dattilo (Roma) |

|  |           |                     |
|  | Marcatori | 5’, 7’ Perissinotto |

| Arbitro: | Bernardi (Bologna) |

|                                           |           |            |
| Darin 24’ Perissinotto 63’ E.Sørensen 79’ | Marcatori | 53’ Picchi |

| Arbitro: | Carpani (Milano) |

|                |           |                |
| Sabbatella 57’ | Marcatori | 27’ E.Sørensen |

| Arbitro: | Matucci (Seregno) |

|              |           |                |
| J.Hansen 19’ | Marcatori | 73’ E.Sørensen |

| Arbitro: | Bernardi (Bologna) |

|             |           |  |
| Rinaldi 70’ | Marcatori |  |

| Arbitro: | Savio (Torino) |

|  |           |                           |
|  | Marcatori | 18’, 59’ Muci 72’ Turbéky |

| Arbitro: | Carpani (Milano) |

|                               |           |                       |
| Amadei 47’ (rig.) Krieziu 65’ | Marcatori | 44’ (rig.) E.Sørensen |

| Arbitro: | Buratti (Milano) |

|                                 |           |                         |
| Perissinotto 19’ E.Sørensen 44’ | Marcatori | 32’ Magnini 82’ Galassi |

## Statistiche
Fonte:

### Statistiche di squadra
| Competizione | Punti | In casa | In casa | In casa | In casa | In casa | In casa | In trasferta | In trasferta | In trasferta | In trasferta | In trasferta | In trasferta | Totale | Totale | Totale | Totale | Totale | Totale | DR  |
| Competizione | Punti | G       | V       | N       | P       | Gf      | Gs      | G            | V            | N            | P            | Gf           | Gs           | G      | V      | N      | P      | Gf     | Gs     | DR  |
| ------------ | ----- | ------- | ------- | ------- | ------- | ------- | ------- | ------------ | ------------ | ------------ | ------------ | ------------ | ------------ | ------ | ------ | ------ | ------ | ------ | ------ | --- |
| Serie A      | 35    | 19      | 9       | 5       | 5       | 25      | 22      | 19           | 2            | 8            | 9            | 21           | 39           | 38     | 11     | 13     | 14     | 46     | 61     | -15 |
| Totale       | -     | 19      | 9       | 5       | 5       | 25      | 22      | 19           | 2            | 8            | 9            | 21           | 39           | 38     | 11     | 13     | 14     | 46     | 61     | -15 |

### Statistiche dei giocatori
| Giocatore       | Serie A  | Serie A |
| Giocatore       | Presenze | Reti    |
| --------------- | -------- | ------- |
| I. Acconcia     | 26       | 1       |
| E. Angelini     | 9        | -?      |
| M. Bergamasco   | 28       | 1       |
| M. Brandolin    | 29       | -?      |
| S. Dalle Vacche | 4        | 0       |
| S. Darin        | 35       | 5       |
| G. Farina       | 34       | 0       |
| S. Feruglio     | 32       | 0       |
| G. Forlani      | 10       | 4       |
| F. Marchi       | 1        | 0       |
| P. Mazzoleni    | 1        | 0       |
| O. Paulinich    | 5        | 3       |
| G. Perissinotto | 33       | 10      |
| G. Rinaldi      | 25       | 9       |
| E. Roffi        | 33       | 2       |
| C. Snidero      | 25       | 0       |
| E. Sørensen     | 34       | 11      |
| G. Toppan       | 11       | 0       |
| O. Vicich       | 28       | 0       |
| L. Zorzi        | 25       | 0       |